# Regió de Dihistan
La regió de Dihistan (o Dehestan) és una comarca natural de la província de Badghis a l'Afganistan, al sud de la província, que té com a centre i principal ciutat a la ciutat del mateix nom (Dehestan).
El territori és fèrtil. Després de la intervenció americana de l'Afganistan la zona va quedar sota el control de les forces enviades per l'estat espanyol per la reconstrucció.